# Henry George
Henry George, ameriški politični ekonomist in novinar, * 2. september 1839, † 29. oktober 1897.
Njegovo pisanje je bilo izjemno priljubljeno v 19. stoletju v Ameriki. Navdihnil je gospodarsko filozofijo, znano kot georgizem, prepričanje, da bi si morali ljudje lastiti vrednost, ki jo sami ustvarijo, vendar naj bi ekonomska vrednost zemlje (vključno z naravnimi viri) pripadala enako vsem članom družbe. George je trdil, da bi enotni davek na vrednost zemljišča ustvaril bolj produktivno in pravičnejšo družbo.
Njegovo najbolj znano delo, Progress and Poverty (1879), je bilo prodano v milijonih izvodov po vsem svetu. Knjiga raziskuje paradoks naraščajoče neenakosti in revščine v času ekonomskega in tehnološkega napredka.
George je bil dolga leta novinar, in priljubljenost njegovega pisanja in govorov ga je privedla do kandidature za župana New Yorka leta 1886. George je doživel smrtonosno možgansko kap med svojo drugo kampanjo za župana leta 1897, Na njegovem pogrebu se je zbralo približno 100.000 ljudi.
Georgeove ideje in zapuščina se še danes razpravljajo in preučujejo. Njegovo delo je vplivalo na osebnosti, kot so Winston Churchill, Sun Jatsen in Martin Luther King mlajši.